# Баркитбел
Баркитбе́л (каз. Барқытбел) — село у складі Урджарського району Абайської області Казахстану. Адміністративний центр Баркитбельського сільського округу.
Населення — 904 особи (2021; 1110 у 2009, 1393 у 1999, 1424 у 1989).
Національний склад станом на 1989 рік:
- казахи — 43 %
- росіяни — 39 %

До 2011 року село називалось Новоандрієвка.